# موش‌های صحرایی (فیلم ۲۰۰۲)
«موش‌های صحرایی» (انگلیسی: The Rats (2002 film)) فیلمی در ژانر ترسناک به کارگردانی جان لافیا است که در سال ۲۰۰۲ منتشر شد.